# Zona glomerulosa

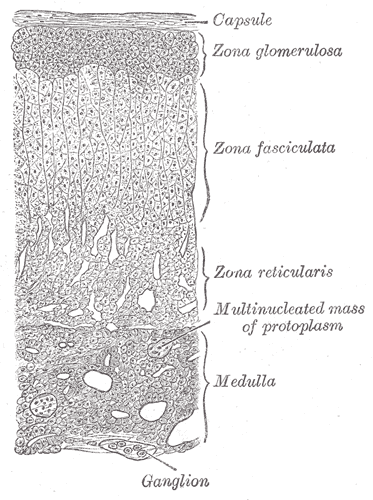
Camadas da glândula supra-renal

A zona glomerular ou zona glomerulosa da supra-renal é a mais externa das três camadas do córtex desta glândula.

## Composição
Esta camada é composta por pequenas células compactas, arranjadas em grupo (glomérulos) e separadas por estroma. Apresentam um retículo endoplasmático liso bem desenvolvido e um retículo endoplasmático rugoso pouco desenvolvido. Estas células contem poucas gotas de lipídeos em seu interior.

## Função
Nesta camada são sintetizados e excretados os mineralocorticóides, em especial Aldosterona e Desoxicorticosterona. Estes hormônios são sintetizados a partir de uma série de reações químicas, mediadas por enzimas específicas, cujos genes só se manifestam nesta parte do organismo.